# Тираспол
Тираспол (на молдовски: Tiraspol) е град в Югоизточна Молдова, столица на стремящата се към отделяне от страната Приднестровска република.

## История
Градът е основан през 1792 г. от руския пълководец Александър Суворов. В периода от 1929 до 1940 г. е столица на тогавашната Молдовска автономна съветска социалистическа република.
Интересен факт е, че за разлика от повечето бивши социалистически републики, в Тираспол не са променени имената на улиците и булевардите от времето на бившия Съюз на съветските социалистически републики.

## География
Тираспол е разположен на източния бряг на река Днестър, на около 8 km от българското село Паркани.

## Население
Населението на града през 2004 г. е 158 069 души, от които:
- 65 928 (41,71 %) руснаци,
- 52 278 (33,07 %) украинци,
- 23 790 (15,05 %) молдовани,
- 2450 (1,55 %) българи,
- 1988 (1,26 %) гагаузи,
- 1712 (1,08 %) беларуси,
- 701 (0,44 %) германци,
- 573 (0,36 %) евреи,
- 360 (0,23 %) арменци,
- 324 (0,20 %) поляци,
- 116 (0,07 %) цигани и
- 7849 (4,97 %) други етноси или недекларирани.

## Култура

### Образование
В града с помощта на България неотдавна е открит Тирасполски държавен университет. Към него има създаден „Български клуб“.

### Спорт
Местни футболни отбори са „Шериф“ (Тираспол), „Тираспол“.

## Галерия
- Сградата на парламента
- Сградата на съветите
- Изглед от река Днестър
- Православна църква
- Театър
- Паметник на Александър Суворов
- Стадион „Шериф“